# Produits agroalimentaires traditionnels de Vénétie
Les Produits agroalimentaires traditionnels de Vénétie, reconnus par le ministère des Politiques agricoles, alimentaires et forestières (MIPAAF), sur la proposition du gouvernement de la région de Vénétie sont présentés dans la liste qui suit. La dernière mise à jour est du 7 juin 2012, date de la dernière révision des PAT (produits agroalimentaires traditionnels).

## Liste des produits
| N°  | Dénomination                                                             | Secteur                                                                                                |
| --- | ------------------------------------------------------------------------ | --- |
| 1   | acqua di melissa                                                         | Boissons sans alcool, spiritueux et liqueurs                                                           |
| 2   | amaro al radicchio rosso di Treviso                                      | Boissons sans alcool, spiritueux et liqueurs                                                           |
| 3   | grappa veneta                                                            | Boissons sans alcool, spiritueux et liqueurs                                                           |
| 4   | liquore all'uovo                                                         | Boissons sans alcool, spiritueux et liqueurs                                                           |
| 5   | liquore barancino                                                        | Boissons sans alcool, spiritueux et liqueurs                                                           |
| 6   | liquore del cansiglio                                                    | Boissons sans alcool, spiritueux et liqueurs                                                           |
| 7   | liquore fragolino                                                        | Boissons sans alcool, spiritueux et liqueurs                                                           |
| 8   | maraschino                                                               | Boissons sans alcool, spiritueux et liqueurs                                                           |
| 9   | prugna                                                                   | Boissons sans alcool, spiritueux et liqueurs                                                           |
| 10  | sangue morlacco                                                          | Boissons sans alcool, spiritueux et liqueurs                                                           |
| 11  | anatra di corte padovana                                                 | Viandes (et abats) et leurs préparations                                                               |
| 12  | anatra germana veneta                                                    | Viandes (et abats) et leurs préparations                                                               |
| 13  | anatra mignon                                                            | Viandes (et abats) et leurs préparations                                                               |
| 14  | bogoni di Badia Calavena                                                 | Viandes (et abats) et leurs préparations                                                               |
| 15  | bondiola al sugo di este                                                 | Viandes (et abats) et leurs préparations                                                               |
| 16  | bondiola col lengual del padovano                                        | Viandes (et abats) et leurs préparations                                                               |
| 17  | bondiola di Castelgomberto                                               | Viandes (et abats) et leurs préparations                                                               |
| 18  | bondola della val leogra                                                 | Viandes (et abats) et leurs préparations                                                               |
| 19  | bresaola di cavallo                                                      | Viandes (et abats) et leurs préparations                                                               |
| 20  | cacciatore d’asino                                                       | Viandes (et abats) et leurs préparations                                                               |
| 21  | cacciatore di cavallo                                                    | Viandes (et abats) et leurs préparations                                                               |
| 22  | carne de fea (pecora) afumegada                                          | Viandes (et abats) et leurs préparations                                                               |
| 23  | carne di musso                                                           | Viandes (et abats) et leurs préparations                                                               |
| 24  | ciccioli della Val Leogra                                                | Viandes (et abats) et leurs préparations                                                               |
| 25  | coeghin nostrano padovano                                                | Viandes (et abats) et leurs préparations                                                               |
| 26  | coessin co la lengua del basso vicentino                                 | Viandes (et abats) et leurs préparations                                                               |
| 27  | coessin del basso vicentino                                              | Viandes (et abats) et leurs préparations                                                               |
| 28  | coessin della val leogra                                                 | Viandes (et abats) et leurs préparations                                                               |
| 29  | coessin (cotechino) in onto del basso vicentino                          | Viandes (et abats) et leurs préparations                                                               |
| 30  | coessin co lo sgrugno                                                    | Viandes (et abats) et leurs préparations                                                               |
| 31  | coniglio veneto                                                          | Viandes (et abats) et leurs préparations                                                               |
| 32  | coppa di testa di este                                                   | Viandes (et abats) et leurs préparations                                                               |
| 33  | cornioi di crespadoro                                                    | Viandes (et abats) et leurs préparations                                                               |
| 34  | coscia affumicata di cavallo                                             | Viandes (et abats) et leurs préparations                                                               |
| 35  | cotechino di puledro                                                     | Viandes (et abats) et leurs préparations                                                               |
| 36  | cotechino di trecenta                                                    | Viandes (et abats) et leurs préparations                                                               |
| 37  | falso parsuto                                                            | Viandes (et abats) et leurs préparations                                                               |
| 38  | faraona camosciata                                                       | Viandes (et abats) et leurs préparations                                                               |
| 39  | faraona di corte padovana                                                | Viandes (et abats) et leurs préparations                                                               |
| 40  | figalet                                                                  | Viandes (et abats) et leurs préparations                                                               |
| 41  | galletto nano di corte padovana - pepoa                                  | Viandes (et abats) et leurs préparations                                                               |
| 42  | gallina robusta lionata                                                  | Viandes (et abats) et leurs préparations                                                               |
| 43  | gallina collo nudo di corte padovana                                     | Viandes (et abats) et leurs préparations                                                               |
| 44  | gallina dorata di Lonigo                                                 | Viandes (et abats) et leurs préparations                                                               |
| 45  | gallina ermellinata di Rovigo                                            | Viandes (et abats) et leurs préparations                                                               |
| 46  | gallina padovana                                                         | Viandes (et abats) et leurs préparations                                                               |
| 47  | gallina polverara                                                        | Viandes (et abats) et leurs préparations                                                               |
| 48  | gallina robusta lionata                                                  | Viandes (et abats) et leurs préparations                                                               |
| 49  | gallina robusta maculata                                                 | Viandes (et abats) et leurs préparations                                                               |
| 50  | lardo del basso vicentino                                                | Viandes (et abats) et leurs préparations                                                               |
| 51  | lardo in salamoia                                                        | Viandes (et abats) et leurs préparations                                                               |
| 52  | lardo steccato con le erbe                                               | Viandes (et abats) et leurs préparations                                                               |
| 53  | lengual                                                                  | Viandes (et abats) et leurs préparations                                                               |
| 54  | lingua salmistrata                                                       | Viandes (et abats) et leurs préparations                                                               |
| 55  | luganega da riso                                                         | Viandes (et abats) et leurs préparations                                                               |
| 56  | luganega nostrana padovana                                               | Viandes (et abats) et leurs préparations                                                               |
| 57  | luganega trevigiana                                                      | Viandes (et abats) et leurs préparations                                                               |
| 58  | luganeghe de tripan                                                      | Viandes (et abats) et leurs préparations                                                               |
| 59  | luganeghe della Val Leogra                                               | Viandes (et abats) et leurs préparations                                                               |
| 60  | morette o barbusti della Val Leogra                                      | Viandes (et abats) et leurs préparations                                                               |
| 61  | mortandele                                                               | Viandes (et abats) et leurs préparations                                                               |
| 62  | muset trevigiano                                                         | Viandes (et abats) et leurs préparations                                                               |
| 63  | nervetti di bovino                                                       | Viandes (et abats) et leurs préparations                                                               |
| 64  | oca del mondragone                                                       | Viandes (et abats) et leurs préparations                                                               |
| 65  | oca di corte padovana                                                    | Viandes (et abats) et leurs préparations                                                               |
| 66  | oca in onto padovana                                                     | Viandes (et abats) et leurs préparations                                                               |
| 67  | oco in onto dei Berici                                                   | Viandes (et abats) et leurs préparations                                                               |
| 68  | osocol di Treviso                                                        | Viandes (et abats) et leurs préparations                                                               |
| 69  | pancetta col tocco del basso vicentino                                   | Viandes (et abats) et leurs préparations                                                               |
| 70  | panzéta co l'ossocolo del basso vicentino                                | Viandes (et abats) et leurs préparations                                                               |
| 71  | parsuto de oca                                                           | Viandes (et abats) et leurs préparations                                                               |
| 72  | parsuto di Montagnana                                                    | Viandes (et abats) et leurs préparations                                                               |
| 73  | pastin                                                                   | Viandes (et abats) et leurs préparations                                                               |
| 74  | pecora alpagota                                                          | Viandes (et abats) et leurs préparations                                                               |
| 75  | pendole                                                                  | Viandes (et abats) et leurs préparations                                                               |
| 76  | pollo combattente di corte padovana                                      | Viandes (et abats) et leurs préparations                                                               |
| 77  | pollo rustichello della pedemontana                                      | Viandes (et abats) et leurs préparations                                                               |
| 78  | porchetta trevigiana                                                     | Viandes (et abats) et leurs préparations                                                               |
| 79  | prosciutto crudo dolce di Este                                           | Viandes (et abats) et leurs préparations                                                               |
| 80  | salado co l’ajo del basso vicentino                                      | Viandes (et abats) et leurs préparations                                                               |
| 81  | salado della pedemontana trevigiana                                      | Viandes (et abats) et leurs préparations                                                               |
| 82  | salado fresco del basso vicentino                                        | Viandes (et abats) et leurs préparations                                                               |
| 83  | salado fresco trevigiano                                                 | Viandes (et abats) et leurs préparations                                                               |
| 84  | salame bellunese                                                         | Viandes (et abats) et leurs préparations                                                               |
| 85  | salame da taglio di trecenta                                             | Viandes (et abats) et leurs préparations                                                               |
| 86  | salame di asino                                                          | Viandes (et abats) et leurs préparations                                                               |
| 87  | salame di cavallo                                                        | Viandes (et abats) et leurs préparations                                                               |
| 88  | salame di verona                                                         | Viandes (et abats) et leurs préparations                                                               |
| 89  | salame nostrano padovano                                                 | Viandes (et abats) et leurs préparations                                                               |
| 90  | salamelle di cavallo                                                     | Viandes (et abats) et leurs préparations                                                               |
| 91  | salsiccia con le rape                                                    | Viandes (et abats) et leurs préparations                                                               |
| 92  | salsiccia equina                                                         | Viandes (et abats) et leurs préparations                                                               |
| 93  | salsiccia tipica polesana                                                | Viandes (et abats) et leurs préparations                                                               |
| 94  | schenal                                                                  | Viandes (et abats) et leurs préparations                                                               |
| 95  | senkilam – speck di sappada                                              | Viandes (et abats) et leurs préparations                                                               |
| 96  | sfilacci di equino                                                       | Viandes (et abats) et leurs préparations                                                               |
| 97  | sfilacci di manzo                                                        | Viandes (et abats) et leurs préparations                                                               |
| 98  | soppressa di Verona                                                      | Viandes (et abats) et leurs préparations                                                               |
| 99  | soppressa trevigiana                                                     | Viandes (et abats) et leurs préparations                                                               |
| 100 | sopressa co l’ossocolo del basso vicentino                               | Viandes (et abats) et leurs préparations                                                               |
| 101 | sopressa co la brasola del basso vicentino                               | Viandes (et abats) et leurs préparations                                                               |
| 102 | sopressa col toco (filetto) del basso vicentino                          | Viandes (et abats) et leurs préparations                                                               |
| 103 | sopressa di cavallo                                                      | Viandes (et abats) et leurs préparations                                                               |
| 104 | sopressa investida                                                       | Viandes (et abats) et leurs préparations                                                               |
| 105 | sopressa nostrana padovana                                               | Viandes (et abats) et leurs préparations                                                               |
| 106 | speck del cadore                                                         | Viandes (et abats) et leurs préparations                                                               |
| 107 | speck del cavallo                                                        | Viandes (et abats) et leurs préparations                                                               |
| 108 | tacchino comune bronzato                                                 | Viandes (et abats) et leurs préparations                                                               |
| 109 | tacchino ermellinato di Rovigo                                           | Viandes (et abats) et leurs préparations                                                               |
| 110 | torresani di Torreglia                                                   | Viandes (et abats) et leurs préparations                                                               |
| 111 | torresano di Breganze                                                    | Viandes (et abats) et leurs préparations                                                               |
| 112 | vitellone padano                                                         | Viandes (et abats) et leurs préparations                                                               |
| 113 | burro a latte crudo di malga                                             | Matières grasses (beurre, margarine, huiles)                                                           |
| 114 | caciotta misto pecora                                                    | Fromages                                                                                               |
| 115 | fior delle dolomiti, tipo italico, formaggio molle da tavola, caciotta   | Fromages                                                                                               |
| 116 | formaggio acidino - fior di capra con o senza erbette                    | Fromages                                                                                               |
| 117 | formaggio agordino di malga                                              | Fromages                                                                                               |
| 118 | formaggio Bastardo del Grappa                                            | Fromages                                                                                               |
| 119 | formaggio busche                                                         | Fromages                                                                                               |
| 120 | formaggio caciotta di Asiago                                             | Fromages                                                                                               |
| 121 | formaggio casato del Garda                                               | Fromages                                                                                               |
| 122 | formaggio casel bellunese                                                | Fromages                                                                                               |
| 123 | formaggio cesio                                                          | Fromages                                                                                               |
| 124 | formaggio comelico                                                       | Fromages                                                                                               |
| 125 | formaggio contrin                                                        | Fromages                                                                                               |
| 126 | formaggio Dolomiti                                                       | Fromages                                                                                               |
| 127 | formaggio fodom                                                          | Fromages                                                                                               |
| 128 | formaggio imbriago                                                       | Fromages                                                                                               |
| 129 | formaggio latteria di Sappada                                            | Fromages                                                                                               |
| 130 | formaggio malga altopina o dei sette comuni                              | Fromages                                                                                               |
| 131 | formaggio malga bellunese                                                | Fromages                                                                                               |
| 132 | formaggio misto pecora fresco dei Berici                                 | Fromages                                                                                               |
| 133 | formaggio moesin di fregona                                              | Fromages                                                                                               |
| 134 | formaggio montemagro                                                     | Fromages                                                                                               |
| 135 | formaggio Morlacco                                                       | Fromages                                                                                               |
| 136 | formaggio nevegal                                                        | Fromages                                                                                               |
| 137 | formaggio pecorino dei Berici                                            | Fromages                                                                                               |
| 138 | formaggio pecorino fresco di malga                                       | Fromages                                                                                               |
| 139 | formaggio piave                                                          | Fromages                                                                                               |
| 140 | formaggio renàz                                                          | Fromages                                                                                               |
| 141 | formaggio schiz                                                          | Fromages                                                                                               |
| 142 | formaggio tosella                                                        | Fromages                                                                                               |
| 143 | formaggio zigher                                                         | Fromages                                                                                               |
| 144 | formaggio zumelle                                                        | Fromages                                                                                               |
| 145 | formai nustran                                                           | Fromages                                                                                               |
| 146 | aglio bianco polesano                                                    | Produits végétaux à l'état naturel ou transformé                                                       |
| 147 | aglio del medio Adige                                                    | Produits végétaux à l'état naturel ou transformé                                                       |
| 148 | asparago bianco del Sile                                                 | Produits végétaux à l'état naturel ou transformé                                                       |
| 149 | asparago bianco di Bibione                                               | Produits végétaux à l'état naturel ou transformé                                                       |
| 150 | asparago di Arcole                                                       | Produits végétaux à l'état naturel ou transformé                                                       |
| 151 | asparago di giare                                                        | Produits végétaux à l'état naturel ou transformé                                                       |
| 152 | asparago di mambrotta                                                    | Produits végétaux à l'état naturel ou transformé                                                       |
| 153 | asparago di Padova                                                       | Produits végétaux à l'état naturel ou transformé                                                       |
| 154 | asparago di Palazzetto                                                   | Produits végétaux à l'état naturel ou transformé                                                       |
| 155 | asparago di Rivoli                                                       | Produits végétaux à l'état naturel ou transformé                                                       |
| 156 | asparago verde amaro montine                                             | Produits végétaux à l'état naturel ou transformé                                                       |
| 157 | barbabietola rossa di Chioggia                                           | Produits végétaux à l'état naturel ou transformé                                                       |
| 158 | bietola di Bassano                                                       | Produits végétaux à l'état naturel ou transformé                                                       |
| 159 | bisi di Lumignano                                                        | Produits végétaux à l'état naturel ou transformé                                                       |
| 160 | biso di Peseggia                                                         | Produits végétaux à l'état naturel ou transformé                                                       |
| 161 | broccolo di Bassano                                                      | Produits végétaux à l'état naturel ou transformé                                                       |
| 162 | broccolo fiolaro di Creazzo                                              | Produits végétaux à l'état naturel ou transformé                                                       |
| 163 | carciofo violetto di Sant'Erasmo                                         | Produits végétaux à l'état naturel ou transformé                                                       |
| 164 | carota di chioggia                                                       | Produits végétaux à l'état naturel ou transformé                                                       |
| 165 | castagne del baldo                                                       | Produits végétaux à l'état naturel ou transformé                                                       |
| 166 | castagne e marroni dei Colli Euganei                                     | Produits végétaux à l'état naturel ou transformé                                                       |
| 167 | cavolo dell'adige                                                        | Produits végétaux à l'état naturel ou transformé                                                       |
| 168 | cicoria catalogna gigante di Chioggia                                    | Produits végétaux à l'état naturel ou transformé                                                       |
| 169 | ciliegia dei colli asolani                                               | Produits végétaux à l'état naturel ou transformé                                                       |
| 170 | ciliegia delle colline veronesi                                          | Produits végétaux à l'état naturel ou transformé                                                       |
| 171 | ciliegie dei Colli Euganei                                               | Produits végétaux à l'état naturel ou transformé                                                       |
| 172 | ciliegie durone di Cazzano                                               | Produits végétaux à l'état naturel ou transformé                                                       |
| 173 | cipolla bianca di Chioggia                                               | Produits végétaux à l'état naturel ou transformé                                                       |
| 174 | cipolla rosa di Bassano                                                  | Produits végétaux à l'état naturel ou transformé                                                       |
| 175 | composte delle valli dell’Agno e del Chiampo                             | Produits végétaux à l'état naturel ou transformé                                                       |
| 176 | craut - verde agre                                                       | Produits végétaux à l'état naturel ou transformé                                                       |
| 177 | crauti delle bregonze                                                    | Produits végétaux à l'état naturel ou transformé                                                       |
| 178 | cren                                                                     | Produits végétaux à l'état naturel ou transformé                                                       |
| 179 | culàti di Valdagno                                                       | Produits végétaux à l'état naturel ou transformé                                                       |
| 180 | durona del Chiampo                                                       | Produits végétaux à l'état naturel ou transformé                                                       |
| 181 | fagiolino meraviglia di Venezia                                          | Produits végétaux à l'état naturel ou transformé                                                       |
| 182 | fagiolo borlotto nano di Levada                                          | Produits végétaux à l'état naturel ou transformé                                                       |
| 183 | fagiolo di Posina "scalda"                                               | Produits végétaux à l'état naturel ou transformé                                                       |
| 184 | fagiolo giàlet, giàlin, fasol biso, solferino                            | Produits végétaux à l'état naturel ou transformé                                                       |
| 185 | fagiolo gnoco borlotto (fasolo gnoco) lingua di fuoco                    | Produits végétaux à l'état naturel ou transformé                                                       |
| 186 | farina di mais Biancoperla                                               | Produits végétaux à l'état naturel ou transformé                                                       |
| 187 | farina di mais Marano                                                    | Produits végétaux à l'état naturel ou transformé                                                       |
| 188 | farina per polenta di mais "sponcio", rostrato, pignol, pignol fiorentin | Produits végétaux à l'état naturel ou transformé                                                       |
| 189 | fasol del lago, mama alta, bonel                                         | Produits végétaux à l'état naturel ou transformé                                                       |
| 190 | fasola posenata                                                          | Produits végétaux à l'état naturel ou transformé                                                       |
| 191 | fave bellunesi                                                           | Produits végétaux à l'état naturel ou transformé                                                       |
| 192 | fragola di Verona                                                        | Produits végétaux à l'état naturel ou transformé                                                       |
| 193 | funghi coltivati del montello                                            | Produits végétaux à l'état naturel ou transformé                                                       |
| 194 | funghi di Costozza                                                       | Produits végétaux à l'état naturel ou transformé                                                       |
| 195 | germoglio di radicchio bianco nostrano di Bassano                        | Produits végétaux à l'état naturel ou transformé                                                       |
| 196 | giuggiola dei Colli Euganei                                              | Produits végétaux à l'état naturel ou transformé                                                       |
| 197 | giuggiolo del cavallino                                                  | Produits végétaux à l'état naturel ou transformé                                                       |
| 198 | insalata di Lusia                                                        | Produits végétaux à l'état naturel ou transformé                                                       |
| 199 | kiwi di Treviso                                                          | Produits végétaux à l'état naturel ou transformé                                                       |
| 200 | kiwi di Verona                                                           | Produits végétaux à l'état naturel ou transformé                                                       |
| 201 | kodinze                                                                  | Produits végétaux à l'état naturel ou transformé                                                       |
| 202 | kodinzon                                                                 | Produits végétaux à l'état naturel ou transformé                                                       |
| 203 | mame d'alpago (mame, bonei)                                              | Produits végétaux à l'état naturel ou transformé                                                       |
| 204 | mamma bianca di Bassano                                                  | Produits végétaux à l'état naturel ou transformé                                                       |
| 205 | marinelle sotto spirito                                                  | Produits végétaux à l'état naturel ou transformé                                                       |
| 206 | marrone di San Mauro                                                     | Produits végétaux à l'état naturel ou transformé                                                       |
| 207 | marrone feltrino, morone feltrino                                        | Produits végétaux à l'état naturel ou transformé                                                       |
| 208 | marrone di Combai                                                        | Produits végétaux à l'état naturel ou transformé                                                       |
| 209 | marroni del Monfenera                                                    | Produits végétaux à l'état naturel ou transformé                                                       |
| 210 | marroni di valrovina                                                     | Produits végétaux à l'état naturel ou transformé                                                       |
| 211 | mela del medio Adige                                                     | Produits végétaux à l'état naturel ou transformé                                                       |
| 212 | mela di monfumo                                                          | Produits végétaux à l'état naturel ou transformé                                                       |
| 213 | mela di verona                                                           | Produits végétaux à l'état naturel ou transformé                                                       |
| 214 | melone del delta polesano                                                | Produits végétaux à l'état naturel ou transformé                                                       |
| 215 | melone precoce veronese                                                  | Produits végétaux à l'état naturel ou transformé                                                       |
| 216 | mostarda vicentina                                                       | Produits végétaux à l'état naturel ou transformé                                                       |
| 217 | nettarina di verona                                                      | Produits végétaux à l'état naturel ou transformé                                                       |
| 218 | noce dei grandi fiumi                                                    | Produits végétaux à l'état naturel ou transformé                                                       |
| 219 | noce di feltre                                                           | Produits végétaux à l'état naturel ou transformé                                                       |
| 220 | orzo agordino                                                            | Produits végétaux à l'état naturel ou transformé                                                       |
| 221 | patata americana di anguillara e stroppare                               | Produits végétaux à l'état naturel ou transformé                                                       |
| 222 | patata americana di zero branco                                          | Produits végétaux à l'état naturel ou transformé                                                       |
| 223 | patata cornetta                                                          | Produits végétaux à l'état naturel ou transformé                                                       |
| 224 | patata del montello                                                      | Produits végétaux à l'état naturel ou transformé                                                       |
| 225 | patata del quartier del piave                                            | Produits végétaux à l'état naturel ou transformé                                                       |
| 226 | patata di chioggia                                                       | Produits végétaux à l'état naturel ou transformé                                                       |
| 227 | patata di montagnana                                                     | Produits végétaux à l'état naturel ou transformé                                                       |
| 228 | patata di Posina                                                         | Produits végétaux à l'état naturel ou transformé                                                       |
| 229 | patata dorata dei terreni rossi del guà                                  | Produits végétaux à l'état naturel ou transformé                                                       |
| 230 | patate di rotzo                                                          | Produits végétaux à l'état naturel ou transformé                                                       |
| 231 | peperone di zero branco                                                  | Produits végétaux à l'état naturel ou transformé                                                       |
| 232 | pera del medio adige                                                     | Produits végétaux à l'état naturel ou transformé                                                       |
| 233 | pere del veneziano                                                       | Produits végétaux à l'état naturel ou transformé                                                       |
| 234 | pere del veronese                                                        | Produits végétaux à l'état naturel ou transformé                                                       |
| 235 | pesca bianca di venezia                                                  | Produits végétaux à l'état naturel ou transformé                                                       |
| 236 | pesca di povegliano                                                      | Produits végétaux à l'état naturel ou transformé                                                       |
| 237 | pesca di verona                                                          | Produits végétaux à l'état naturel ou transformé                                                       |
| 238 | pisello di Borso del Grappa                                              | Produits végétaux à l'état naturel ou transformé                                                       |
| 239 | pomodoro del cavallino                                                   | Produits végétaux à l'état naturel ou transformé                                                       |
| 240 | radicchio bianco fior di Maserà                                          | Produits végétaux à l'état naturel ou transformé                                                       |
| 241 | radicchio bianco o variegato di lusia                                    | Produits végétaux à l'état naturel ou transformé                                                       |
| 242 | radicchio rosso di Chioggia                                              | Produits végétaux à l'état naturel ou transformé                                                       |
| 243 | radicchio rosso di Verona                                                | Produits végétaux à l'état naturel ou transformé                                                       |
| 244 | radicchio variegato bianco di Bassano                                    | Produits végétaux à l'état naturel ou transformé                                                       |
| 245 | radicio verdòn da cortèl, cicoria a grumolo, cycorion intybus            | Produits végétaux à l'état naturel ou transformé                                                       |
| 246 | riso del delta del Po                                                    | Produits végétaux à l'état naturel ou transformé                                                       |
| 247 | riso di Grumolo delle Abbadesse                                          | Produits végétaux à l'état naturel ou transformé                                                       |
| 248 | scarola o insalata d'inverno di Bassano                                  | Produits végétaux à l'état naturel ou transformé                                                       |
| 249 | sedano di rubbio                                                         | Produits végétaux à l'état naturel ou transformé                                                       |
| 250 | sedano verde di chioggia                                                 | Produits végétaux à l'état naturel ou transformé                                                       |
| 251 | sedano-rapa di ronco all'adige                                           | Produits végétaux à l'état naturel ou transformé                                                       |
| 252 | susina gialla di lio piccolo                                             | Produits végétaux à l'état naturel ou transformé                                                       |
| 253 | tartufo della montagna veronese                                          | Produits végétaux à l'état naturel ou transformé                                                       |
| 254 | tartufo nero dei Berici                                                  | Produits végétaux à l'état naturel ou transformé                                                       |
| 255 | zucca marina di Chioggia                                                 | Produits végétaux à l'état naturel ou transformé                                                       |
| 256 | zucca santa bellunese (zucca santa)                                      | Produits végétaux à l'état naturel ou transformé                                                       |
| 257 | amarettoni                                                               | Pâtes fraîches et produits de boulangerie, biscuiterie, pâtisserie et confiserie                       |
| 258 | banana comune                                                            | Pâtes fraîches et produits de boulangerie, biscuiterie, pâtisserie et confiserie                       |
| 259 | bibanesi                                                                 | Pâtes fraîches et produits de boulangerie, biscuiterie, pâtisserie et confiserie                       |
| 260 | bigoli                                                                   | Pâtes fraîches et produits de boulangerie, biscuiterie, pâtisserie et confiserie                       |
| 261 | biscotti baicoli                                                         | Pâtes fraîches et produits de boulangerie, biscuiterie, pâtisserie et confiserie                       |
| 262 | biscotti bussolai                                                        | Pâtes fraîches et produits de boulangerie, biscuiterie, pâtisserie et confiserie                       |
| 263 | biscotti pazientini                                                      | Pâtes fraîches et produits de boulangerie, biscuiterie, pâtisserie et confiserie                       |
| 264 | capezzoli di venere                                                      | Pâtes fraîches et produits de boulangerie, biscuiterie, pâtisserie et confiserie                       |
| 265 | carfogn                                                                  | Pâtes fraîches et produits de boulangerie, biscuiterie, pâtisserie et confiserie                       |
| 266 | casunziei                                                                | Pâtes fraîches et produits de boulangerie, biscuiterie, pâtisserie et confiserie                       |
| 267 | ciopa vicentina                                                          | Pâtes fraîches et produits de boulangerie, biscuiterie, pâtisserie et confiserie                       |
| 268 | colomba pasquale di verona                                               | Pâtes fraîches et produits de boulangerie, biscuiterie, pâtisserie et confiserie                       |
| 269 | cornetti                                                                 | Pâtes fraîches et produits de boulangerie, biscuiterie, pâtisserie et confiserie                       |
| 270 | dolce bissioleta                                                         | Pâtes fraîches et produits de boulangerie, biscuiterie, pâtisserie et confiserie                       |
| 271 | dolce del santo - santantonio                                            | Pâtes fraîches et produits de boulangerie, biscuiterie, pâtisserie et confiserie                       |
| 272 | dolce nadalin                                                            | Pâtes fraîches et produits de boulangerie, biscuiterie, pâtisserie et confiserie                       |
| 273 | dolce polentina                                                          | Pâtes fraîches et produits de boulangerie, biscuiterie, pâtisserie et confiserie                       |
| 274 | esse adriese                                                             | Pâtes fraîches et produits de boulangerie, biscuiterie, pâtisserie et confiserie                       |
| 275 | fave alla veneziana                                                      | Pâtes fraîches et produits de boulangerie, biscuiterie, pâtisserie et confiserie                       |
| 276 | forti bassanesi                                                          | Pâtes fraîches et produits de boulangerie, biscuiterie, pâtisserie et confiserie                       |
| 277 | frittelle con l’erba amara                                               | Pâtes fraîches et produits de boulangerie, biscuiterie, pâtisserie et confiserie                       |
| 278 | frittelle di verona                                                      | Pâtes fraîches et produits de boulangerie, biscuiterie, pâtisserie et confiserie                       |
| 279 | frittelle veneziane                                                      | Pâtes fraîches et produits de boulangerie, biscuiterie, pâtisserie et confiserie                       |
| 280 | fugassa padovana                                                         | Pâtes fraîches et produits de boulangerie, biscuiterie, pâtisserie et confiserie                       |
| 281 | fugassa veneta                                                           | Pâtes fraîches et produits de boulangerie, biscuiterie, pâtisserie et confiserie                       |
| 282 | galani e crostoli                                                        | Pâtes fraîches et produits de boulangerie, biscuiterie, pâtisserie et confiserie                       |
| 283 | gargati                                                                  | Pâtes fraîches et produits de boulangerie, biscuiterie, pâtisserie et confiserie                       |
| 284 | gelato artigianale del cadore                                            | Pâtes fraîches et produits de boulangerie, biscuiterie, pâtisserie et confiserie                       |
| 285 | gnocco di smalzao                                                        | Pâtes fraîches et produits de boulangerie, biscuiterie, pâtisserie et confiserie                       |
| 286 | gnocco di verona                                                         | Pâtes fraîches et produits de boulangerie, biscuiterie, pâtisserie et confiserie                       |
| 287 | il riccio                                                                | Pâtes fraîches et produits de boulangerie, biscuiterie, pâtisserie et confiserie                       |
| 288 | lasagne da fornel                                                        | Pâtes fraîches et produits de boulangerie, biscuiterie, pâtisserie et confiserie                       |
| 289 | mandorlato di cologna veneta                                             | Pâtes fraîches et produits de boulangerie, biscuiterie, pâtisserie et confiserie                       |
| 290 | mantovana                                                                | Pâtes fraîches et produits de boulangerie, biscuiterie, pâtisserie et confiserie                       |
| 291 | merletti santantonio                                                     | Pâtes fraîches et produits de boulangerie, biscuiterie, pâtisserie et confiserie                       |
| 292 | montasù                                                                  | Pâtes fraîches et produits de boulangerie, biscuiterie, pâtisserie et confiserie                       |
| 293 | pagnotta del doge                                                        | Pâtes fraîches et produits de boulangerie, biscuiterie, pâtisserie et confiserie                       |
| 294 | pan biscotto veneto                                                      | Pâtes fraîches et produits de boulangerie, biscuiterie, pâtisserie et confiserie                       |
| 295 | pan co a suca                                                            | Pâtes fraîches et produits de boulangerie, biscuiterie, pâtisserie et confiserie                       |
| 296 | pan co l'ua                                                              | Pâtes fraîches et produits de boulangerie, biscuiterie, pâtisserie et confiserie                       |
| 297 | pan de le feste                                                          | Pâtes fraîches et produits de boulangerie, biscuiterie, pâtisserie et confiserie                       |
| 298 | pan del santo (dolce)                                                    | Pâtes fraîches et produits de boulangerie, biscuiterie, pâtisserie et confiserie                       |
| 299 | pandoli di Schio                                                         | Pâtes fraîches et produits de boulangerie, biscuiterie, pâtisserie et confiserie                       |
| 300 | pandoro di verona                                                        | Pâtes fraîches et produits de boulangerie, biscuiterie, pâtisserie et confiserie                       |
| 301 | pane di mais                                                             | Pâtes fraîches et produits de boulangerie, biscuiterie, pâtisserie et confiserie                       |
| 302 | pasta frolla della lessinia                                              | Pâtes fraîches et produits de boulangerie, biscuiterie, pâtisserie et confiserie                       |
| 303 | pevarin                                                                  | Pâtes fraîches et produits de boulangerie, biscuiterie, pâtisserie et confiserie                       |
| 304 | pinza di Treviso                                                         | Pâtes fraîches et produits de boulangerie, biscuiterie, pâtisserie et confiserie                       |
| 305 | ravioli con radicchio rosso di verona                                    | Pâtes fraîches et produits de boulangerie, biscuiterie, pâtisserie et confiserie                       |
| 306 | rufiolo di costeggiola                                                   | Pâtes fraîches et produits de boulangerie, biscuiterie, pâtisserie et confiserie                       |
| 307 | sagagiardi                                                               | Pâtes fraîches et produits de boulangerie, biscuiterie, pâtisserie et confiserie                       |
| 308 | san martino                                                              | Pâtes fraîches et produits de boulangerie, biscuiterie, pâtisserie et confiserie                       |
| 309 | savoiardi di Verona                                                      | Pâtes fraîches et produits de boulangerie, biscuiterie, pâtisserie et confiserie                       |
| 310 | schizzotto                                                               | Pâtes fraîches et produits de boulangerie, biscuiterie, pâtisserie et confiserie                       |
| 311 | sfogliatine di Villafranca                                               | Pâtes fraîches et produits de boulangerie, biscuiterie, pâtisserie et confiserie                       |
| 312 | smegiassa                                                                | Pâtes fraîches et produits de boulangerie, biscuiterie, pâtisserie et confiserie                       |
| 313 | subioti all'ortica                                                       | Pâtes fraîches et produits de boulangerie, biscuiterie, pâtisserie et confiserie                       |
| 314 | tajadele al tardivo                                                      | Pâtes fraîches et produits de boulangerie, biscuiterie, pâtisserie et confiserie                       |
| 315 | torrone di San Martino di Lupari                                         | Pâtes fraîches et produits de boulangerie, biscuiterie, pâtisserie et confiserie                       |
| 316 | torta ciosota                                                            | Pâtes fraîches et produits de boulangerie, biscuiterie, pâtisserie et confiserie                       |
| 317 | torta figassa                                                            | Pâtes fraîches et produits de boulangerie, biscuiterie, pâtisserie et confiserie                       |
| 318 | torta fregolotta                                                         | Pâtes fraîches et produits de boulangerie, biscuiterie, pâtisserie et confiserie                       |
| 319 | torta nicolotta                                                          | Pâtes fraîches et produits de boulangerie, biscuiterie, pâtisserie et confiserie                       |
| 320 | torta ortigara                                                           | Pâtes fraîches et produits de boulangerie, biscuiterie, pâtisserie et confiserie                       |
| 321 | torta pazientina                                                         | Pâtes fraîches et produits de boulangerie, biscuiterie, pâtisserie et confiserie                       |
| 322 | torta pinza-putana                                                       | Pâtes fraîches et produits de boulangerie, biscuiterie, pâtisserie et confiserie                       |
| 323 | torta sgriesolona - rosegota                                             | Pâtes fraîches et produits de boulangerie, biscuiterie, pâtisserie et confiserie                       |
| 324 | torta zonclada                                                           | Pâtes fraîches et produits de boulangerie, biscuiterie, pâtisserie et confiserie                       |
| 325 | tortellini di valeggio sul mincio                                        | Pâtes fraîches et produits de boulangerie, biscuiterie, pâtisserie et confiserie                       |
| 326 | treccia d'oro di thiene                                                  | Pâtes fraîches et produits de boulangerie, biscuiterie, pâtisserie et confiserie                       |
| 327 | zaleto di giuggiole                                                      | Pâtes fraîches et produits de boulangerie, biscuiterie, pâtisserie et confiserie                       |
| 328 | zaletti                                                                  | Pâtes fraîches et produits de boulangerie, biscuiterie, pâtisserie et confiserie                       |
| 329 | anguilla del delta del Po                                                | Pâtes fraîches et produits de boulangerie, biscuiterie, pâtisserie et confiserie                       |
| 330 | anguilla del livenza                                                     | Pâtes fraîches et produits de boulangerie, biscuiterie, pâtisserie et confiserie                       |
| 331 | anguilla marinata del delta del Po                                       | Pâtes fraîches et produits de boulangerie, biscuiterie, pâtisserie et confiserie                       |
| 332 | anguilla o bisatto delle valli da pesca venete                           | Préparations de poissons, mollusques et crustacés et techniques particulières d'élevage de ces espèces |
| 333 | branzino o spigola delle valli da pesca venete                           | Préparations de poissons, mollusques et crustacés et techniques particulières d'élevage de ces espèces |
| 334 | cefali delle valli da pesca venete                                       | Préparations de poissons, mollusques et crustacés et techniques particulières d'élevage de ces espèces |
| 335 | cefalo del polesine                                                      | Préparations de poissons, mollusques et crustacés et techniques particulières d'élevage de ces espèces |
| 336 | cozza di scardovari                                                      | Préparations de poissons, mollusques et crustacés et techniques particulières d'élevage de ces espèces |
| 337 | gambero di fiume della venezia oriental                                  | Préparations de poissons, mollusques et crustacés et techniques particulières d'élevage de ces espèces |
| 338 | latterini marinati del delta del Po                                      | Préparations de poissons, mollusques et crustacés et techniques particulières d'élevage de ces espèces |
| 339 | moeche e masanete                                                        | Préparations de poissons, mollusques et crustacés et techniques particulières d'élevage de ces espèces |
| 340 | moscardino di caorle                                                     | Préparations de poissons, mollusques et crustacés et techniques particulières d'élevage de ces espèces |
| 341 | pesce azzurro del delta del Po                                           | Préparations de poissons, mollusques et crustacés et techniques particulières d'élevage de ces espèces |
| 342 | sardine e alici marinate del delta del Po                                | Préparations de poissons, mollusques et crustacés et techniques particulières d'élevage de ces espèces |
| 343 | schilla della laguana di venezia                                         | Préparations de poissons, mollusques et crustacés et techniques particulières d'élevage de ces espèces |
| 344 | trota fario valli vicentine                                              | Préparations de poissons, mollusques et crustacés et techniques particulières d'élevage de ces espèces |
| 345 | trota iridea del sile                                                    | Préparations de poissons, mollusques et crustacés et techniques particulières d'élevage de ces espèces |
| 346 | trota iridea della valle del chiampo                                     | Préparations de poissons, mollusques et crustacés et techniques particulières d'élevage de ces espèces |
| 347 | vongola verace del Polesine                                              | Préparations de poissons, mollusques et crustacés et techniques particulières d'élevage de ces espèces |
| 348 | caciocapra                                                               | Fromages                                                                                               |
| 349 | formaggio al latte crudo di posina                                       | Fromages                                                                                               |
| 350 | formaggio straccon                                                       | Fromages                                                                                               |
| 351 | miele dei colli euganei                                                  | Produits d'origine animale (miel, produits laitiers, à l'exclusion du beurre)                          |
| 352 | miele del delta del Po                                                   | Produits d'origine animale (miel, produits laitiers, à l'exclusion du beurre)                          |
| 353 | miele del grappa                                                         | Produits d'origine animale (miel, produits laitiers, à l'exclusion du beurre)                          |
| 354 | miele del montello                                                       | Produits d'origine animale (miel, produits laitiers, à l'exclusion du beurre)                          |
| 355 | miele della collina e pianura veronese                                   | Produits d'origine animale (miel, produits laitiers, à l'exclusion du beurre)                          |
| 356 | miele della montagna veronese                                            | Produits d'origine animale (miel, produits laitiers, à l'exclusion du beurre)                          |
| 357 | miele di barena                                                          | Produits d'origine animale (miel, produits laitiers, à l'exclusion du beurre)                          |
| 358 | miele Dolomiti Bellunesi                                                 | Produits d'origine animale (miel, produits laitiers, à l'exclusion du beurre)                          |
| 359 | mieli dell'altopiano di Asiago                                           | Produits d'origine animale (miel, produits laitiers, à l'exclusion du beurre)                          |
| 360 | ricotta affumicata                                                       | Produits d'origine animale (miel, produits laitiers, à l'exclusion du beurre)                          |
| 361 | ricotta affumicata della val leogra                                      | Produits d'origine animale (miel, produits laitiers, à l'exclusion du beurre)                          |
| 362 | ricotta da sacchetto della val leogra                                    | Produits d'origine animale (miel, produits laitiers, à l'exclusion du beurre)                          |
| 363 | ricotta fioretta delle vallate vicentine                                 | Produits d'origine animale (miel, produits laitiers, à l'exclusion du beurre)                          |
| 364 | ricotta pecorina dei berici                                              | Produits d'origine animale (miel, produits laitiers, à l'exclusion du beurre)                          |
| 365 | ricotta pecorina stufata dei berici                                      | Produits d'origine animale (miel, produits laitiers, à l'exclusion du beurre)                          |
| 366 | ricotta schotte                                                          | Produits d'origine animale (miel, produits laitiers, à l'exclusion du beurre)                          |